# 페르미-디랙 통계
통계역학에서 페르미-디랙 통계(Fermi–Dirac statistics)는 열적 평형 상태에서 페르미 입자들이 보이는 통계적 분포다.

## 개념
페르미 입자들은 구별 불가능한 입자이며 파울리 배타 원리를 따른다. 즉, 두개 이상의 입자가 같은 양자 상태에 동시에 존재하지 않는다. 양자역학적으로, 이러한 배타 원리는 입자의 교환 연산자 아래 계의 파동 함수가 −1의 고윳값을 갖는 것을 의미한다. 서로 상호작용하지 않는 페르미 입자로 이루어진 계를 페르미 기체라고 한다.
파울리 배타 원리에 의하여, 페르미 기체의 통계적 분포는 맥스웰-볼츠만 분포를 따르는 고전적 이상 기체에 대하여 차이를 보인다. 이러한 페르미 기체의 통계를 페르미-디랙 통계라 한다.

## 역사
페르미-디랙 통계는 1926년에 엔리코 페르미와 폴 디랙에 의해 소개되었고, 1926년에 랄프 파울러에 의해 백색왜성으로의 별의 붕괴에 적용되었으며, 1926년에는 아르놀트 조머펠트에 의해 금속의 전자에도 적용되었다. 파스쿠알 요르단은 1925년에 "파울리 통계"라 불렀던 같은 통계를 만들었다. 문제는 심사위원인 막스 보른이 그의 논문을 다시 찾기 전까지 여섯 달이나 잊고 있었다는 것이다. 그 사이에 엔리코 페르미와 폴 디랙이 자체적으로 만들어냈다.

## 정의
페르미 기체의 큰 분배 함수는 다음과 같다.
{\displaystyle Z_{G}^{FD}=\prod _{k=1}^{\infty }(1+ze^{-\beta \epsilon _{k}})} ({\displaystyle z=\exp(\beta \mu )}.
이는 다음과 같이 유도할 수 있다.
{\displaystyle Z_{G}^{FD}=\sum _{n_{1},n_{2},\cdots =0}^{1}e^{-\beta (\epsilon _{1}-\mu )^{n_{1}}}e^{-\beta (\epsilon _{2}-\mu )^{n_{2}}}\cdots }
{\displaystyle =\prod _{k=1}^{\infty }\sum _{n_{k}=0}^{1}e^{-\beta (\epsilon _{k}-\mu )^{n_{k}}}}
{\displaystyle =\prod _{k=1}^{\infty }\sum _{n_{k}=0}^{1}(ze^{-\beta \epsilon _{k}})^{n_{k}}}
{\displaystyle =\prod _{k=1}^{\infty }(1+ze^{-\beta \epsilon _{k}})}
이에 따라, 상태 {\displaystyle i}에 놓여 있는 입자의 점유수는 다음과 같다.
{\displaystyle n_{i}={\frac {g_{i}}{e^{\epsilon _{i}-\mu  \over kT}+1}}}
- {\displaystyle n_{i}}: 상태 {\displaystyle i}에 놓인 입자의 점유수
- {\displaystyle g_{i}}: 상태 {\displaystyle i}에서의 겹침
- {\displaystyle \scriptstyle \epsilon _{i}}: 상태 {\displaystyle i}에서의 에너지
- {\displaystyle \scriptstyle \mu }: 화학 퍼텐셜(때때로 페르미 에너지라 불리며, {\displaystyle E_{F}}로 표시한다)
- {\displaystyle k}: 볼츠만 상수
- {\displaystyle T}: 절대온도

이 경우에 {\displaystyle \scriptstyle \mu }가 페르미 에너지 {\displaystyle E_{F}}이고 {\displaystyle \scriptstyle g_{i}=1}이면,
{\displaystyle F(E)={\frac {1}{1+e^{{E-E_{F}} \over kT}}}=\left(1+e^{{E-E_{F}} \over kT}\right)^{-1}}가 된다.
위의 수식을 페르미 함수라 부른다.

## 같이 보기
- 맥스웰-볼츠만 통계
- 보즈-아인슈타인 통계